# Санагинское сельское поселение
Се́льское поселе́ние «Санагинское» (бур. Шанагын hомон) — муниципальное образование в Закаменском районе Бурятии Российской Федерации.
Административный центр — улус Санага.

## История
Статус и границы сельского поселения установлены Законом Республики Бурятия от 31 декабря 2004 года № 985-III «Об установлении границ, образовании и наделении статусом муниципальных образований в Республике Бурятия»

## Население
| 2002  | 2011  | 2012  | 2013  | 2014  | 2015  | 2016  |
| ----- | ----- | ----- | ----- | ----- | ----- | ----- |
| 1841  | ↘1833 | ↘1783 | ↘1739 | ↘1725 | ↘1699 | ↘1628 |
| 2017  | 2018  | 2019  | 2020  | 2021  | 2023  | 2024  |
| ↘1620 | ↘1594 | ↘1583 | ↘1531 | ↘1496 | ↘1462 | ↘1403 |

## Состав сельского поселения
| № | Населённый пункт | Тип населённого пункта       | Население |
| - | ---------------- | ---------------------------- | --------- |
| 1 | Санага           | улус, административный центр | ↘1403     |